# Jean Daligault
Jean Daligault (Caen, 8 de junio de 1899-Dachau, 28 de abril de 1945) fue un sacerdote y artista francés, miembro de la Resistencia francesa.

## Vida y obras
Fue detenido en agosto de 1941 y termina en el campo de concentración alemán de Tréveris , donde realizó la mayor parte de su obra. La colección escapó a los bombardeos aliados y fue encontrada en la casa del capellán de la prisión.
A pesar de la terrible experiencia de su detención, dio pruebas de su humor. Utilizó todos los medios a su disposición: tablas de cama, pies de taburete, jirones de papel de periódico... Prepaó sus pigmentos de colores con los colores extraídos rayando las paredes de su celda.
En la víspera de la liberación del campo de Dachau, le dispararon en el cuello.
Dejó una gran colección de dibujos, pinturas y esculturas. Fue candidato a la Legión de Honor a título póstumo, que no se le concedió. Se le dedicó una sala del Museo de la Resistencia y la Deportación de Besançon, en el recinto de la ciudadela de Besançon . 